# La Jacques-Cartier
La Jacques-Cartier ist eine regionale Grafschaftsgemeinde (französisch municipalité régionale de comté, MRC) in der kanadischen Provinz Québec.
Sie liegt in der Verwaltungsregion Capitale-Nationale und besteht aus zehn untergeordneten Verwaltungseinheiten (vier Städte, vier Gemeinden, eine Kantonsgemeinde und ein gemeindefreies Gebiet). Die MRC wurde am 1. April 1981 gegründet. Der Hauptort ist Shannon. Die Einwohnerzahl beträgt 43.485 (Stand: 2016) und die Fläche 3.195,75 km², was einer Bevölkerungsdichte von 13,6 Einwohnern je km² entspricht.

## Gliederung
Stadt (ville)
- Fossambault-sur-le-Lac
- Lac-Delage
- Lac-Saint-Joseph
- Sainte-Catherine-de-la-Jacques-Cartier

Gemeinde (municipalité)
- Lac-Beauport
- Sainte-Brigitte-de-Laval
- Saint-Gabriel-de-Valcartier
- Shannon

Kantonsgemeinde (municipalité de canton)
- Stoneham-et-Tewkesbury

Gemeindefreies Gebiet (territoire non organisé)
- Lac-Croche

## Angrenzende MRC und vergleichbare Gebiete
- La Côte-de-Beaupré
- Québec
- Portneuf
- La Tuque